# سفارت اتیوپی در واشینگتن
سفارت اتیوپی در واشینگتن (به انگلیسی: Embassy of Ethiopia) یک منطقهٔ مسکونی و نمایندگی سیاسی این کشور در ایالات متحده آمریکا است که در واشینگتن، دی.سی. واقع شده‌است.